# Trattato di Stettino (1715)
Il trattato di Stettino del 1715 fu stipulato il 28 aprile di quell'anno nella città prussiana di Stettino fra Giorgio I di Gran Bretagna come Elettore di Hannover e il Regno di Prussia contro l'Impero svedese nella grande guerra del nord.

## Fonti
- (DE)  Stefan Hartmann (Neue Forschungen zur brandenburg-preussischen Geschichte), in Veröffentlichungen aus den Archiven Preussischer Kulturbesitz, Volume 3, Böhlau, 1983 ISBN 3412003832